# Ferula drudeana
Ferula drudeana Korovin, 1947 è una pianta della famiglia delle Apiacee, originaria dell'area di Adana in Turchia.
È stata proposta come candidata per la leggendaria pianta di silfio dell'antichità. È nota solo da tre località in Anatolia, tutti siti di antichi villaggi. L'analisi del DNA mostra che si trova in un clade con altre specie di Ferula dell'Asia centrale.

## Campionamento e classificazione
F. drudeana è stata campionata per la prima volta da Walter E. Siehe (un ingegnere e campionatore tedesco) nel luglio del 1909, nel nord della provincia di Adana, nel sud dell'Anatolia. Siehe identificò la pianta come ''Ferula ovina'' (Boiss.) ed inviò dei campioni all'erbario dell'istituto botanico Komarov, a San Pietroburgo, e all'erbario del Giardino botanico reale di Edimburgo. 
Nel 1930, durante lo studio dei campioni all'erbario di Leningrado, Eugenio Korovin identificò la pianta come una specie nuova, chiamandola Ferula drudeana.